# Monopteryx
Monopteryx, rod mahunarki smješten u podtribus Dipteryginae, dio klade ADA, dio potporodice Faboideae. Pripadaju mu 3 vrste drveća u tropskoj Južnoj Americi.
Rastu u nenaplavljenim nizinskim tropskim kišnim šumama. Članovi ovog roda proizvode hidroksipipekolinske kiseline u svojim listovima.
Monopteryx se može razlikovati od ostalih članova Dipterygeae po tome što su dva adaksijalna čašična listića gotovo potpuno spojena i prekrivaju cvjetni pupoljak.

## Vrste
1. Monopteryx angustifolia Spruce ex Benth.
2. Monopteryx inpae W.A.Rodrigues
3. Monopteryx uaucu Spruce ex Benth.